# Alma (division sénatoriale canadienne)
Pour les articles homonymes, voir Alma.
Ne doit pas être confondu avec Alma (conseil législatif).
Division du Sénat du Canada
Alma est une division sénatoriale du Canada située au Québec.

## Description
Son territoire correspond à Laval et, grosso modo, à l'est de l'île de Montréal, ce qui inclut Montréal-Est et une partie de la ville de Montréal. 

## Liste des sénateurs
| Mandat | Mandat                                                           | Sénateur                 | Parti                     | Nommé par           | Sur avis de         |
| ------ | ---------------------------------------------------------------- | ------------------------ | ------------------------- | ------------------- | ------------------- |
|        | 23 octobre 1867 - 6 décembre 1873                                | James Leslie             | Conservateur              | Proclamation royale | Proclamation royale |
|        | 13 mars 1874 - 11 octobre 1881                                   | Edward Goff Penny        | Libéral                   | Lord Dufferin       | Mackenzie           |
|        | 24 décembre 1881 - 18 janvier 1901                               | Alexander Walker Ogilvie | Conservateur              | Lord Lorne          | Macdonald           |
|        | 21 janvier 1901 - 25 décembre 1916                               | Robert MacKay            | Libéral                   | Lord Minto          | Laurier             |
|        | 27 juillet 1917 - 1er mai 1931                                   | George Green Foster      | Conservateur              | Duc du Devonshire   | Borden              |
|        | 3 février 1932 - 19 octobre 1950                                 | Charles Ballantyne       | Conservateur              | Lord Bessborough    | Bennett             |
|        | 28 juillet 1955 - 31 mai 1993                                    | Hartland Molson          | Indépendant               | Massey              | St-Laurent          |
|        | 10 juin 1993 - 21 juillet 2012                                   | David Angus              | Progressiste-conservateur | Hnatyshyn           | Mulroney            |
|        | 6 septembre 2012 - 13 octobre 2024                               | Diane Bellemare          | Conservateur (2012-2016)  | Johnston            | Harper              |
|        | 6 septembre 2012 - 13 octobre 2024                               | Diane Bellemare          | Non affiliée (2016-2019)  | Johnston            | Harper              |
|        | 6 septembre 2012 - 13 octobre 2024                               | Diane Bellemare          | GSI (2019-2021)           | Johnston            | Harper              |
|        | 6 septembre 2012 - 13 octobre 2024                               | Diane Bellemare          | GPS (2021-2025)           | Johnston            | Harper              |
|        | 14 février 2025 - 16 janvier 2031 (date de retraite obligatoire) | Danièle Henkel           | Non affiliée              | Simon               | Trudeau             |